# ناهنجاری
ناهنجاری (به انگلیسی: The Anomaly) یک فیلم هیجان انگیز اکشن علمی-تخیلی بریتانیایی در سال ۲۰۱۴ است که به نویسندگی، کارگردانی و نقش آفرینی نوئل کلارک به عنوان نقش اصلی و همچنین با بازی ایان سامرالدر و لوک همسورث ساخته شده‌است.

## بازیگران
- نوئل کلارک به عنوان سرباز. رایان ریو/ناهنجاری شماره ۶۶
- الکسیس نوپ به عنوان دانا
- برایان کاکس به عنوان دکتر لوید لانگهام
- ایان سامرهلدر به عنوان هارکین لانگهام / ناهنجاری #X
- راشل جووت به عنوان مارگارت
- لوک همسورث به عنوان مأمور ریچارد الکین/ناهنجاری شماره ۱۳
- علی کوک به عنوان مأمور تراویس/ناهنجاری شماره ۹۷[۱]
- آرت پارکینسون به عنوان الکس
- جان شواب به عنوان هریسون ساموئل
- مایکل بیسپینگ به عنوان سرجیو

## تولید
این فیلم در سال ۲۰۱۳ در انگلستان تولید شده‌است. نوئل کلارک برای ایفای نقش در این فیلم، رژیم خود را اصلاح کرد و تمرینات مبارزه ای انجام داد.

## توزیع
اولین تریلر رسمی در ۱۹ آوریل ۲۰۱۴ منتشر شد.
این فیلم در ژوئن ۲۰۱۴ در جشنواره فیلم ادینبورگ نشان داده شد و از طریق یونیورسال پیکچرز در تاریخ ۴ ژوئیه در انگلستان و جمهوری ایرلند وارد اکران عمومی شد.